# Восстание Патрона Халиля
Восстание Патрона Халиля (тур. Patrona Halil İsyanı) — восстание городских низов Стамбула в 1730 году под предводительством Патрона Халила, приведшее к свержению султана Ахмеда и великого визиря Ибрагима Невшехирли. Восстание также положило конец эпохе культурных реформ.

## Причины восстания
Причин для восстания было множество; одной из них и, пожалуй, главной была экономическая ситуация в империи и, в частности, в Стамбуле. Культурные реформы великого визиря Невшехирли Ибрагима-паши и султана Ахмеда требовали огромных затрат. Чтобы обеспечить строительство многочисленных дворцов, великий визирь ввёл непосильные для народа налоги, кроме того, он поднял цены на товары первой необходимости. Пышные праздники и увлечение тюльпанами стоили немалых денег. Народ считал всё это пустой тратой государственной казны. Неутешительные новости из Ирана накаляли и без того сложную обстановку. В мечетях и других общественных местах появились подстрекатели к бунту. Но власти не обращали на это внимания.
Историки Мехмед Рашид Эфенди и Исмаил Асым Эфенди позже писали:

… гнев народа только усиливался и вскоре перерос в беспорядки; несмотря на финансовые трудности в стране днём и ночью проводились празднества, а когда праздники заканчивались великий визирь и султан отправлялись в сад дворца Давутпаша слушать пение соловья.
Оригинальный текст (тур.)... tepkilerin ve öfkelerin korkunç bir ayaklanmaya dönüşmesinde, halkın ekonomik sıkıntısına ve yüksek enflasyona rağmen geceli gündüzlü ziyafetlerin, çırağan eğlencelerinin, sefere çıkmak istemeyen padişahla sadrazamının Davutpaşa Sarayı bahçelerine gidip bülbül dinlemelerinin baş rolü olduğunu yazarlar.

Историк Шем’даны-заде даёт более практичное объяснения причине беспорядков — Ибрагим-паша:

… расточитель и мот, день и ночь он развлекается, обманывая народ изобретениями, установленными в дни праздников на площадях: люльки, карусели, качели; смешивая тем самым мужчин и женщин, замутняя из разум лживыми песнями.
Оригинальный текст (тур.)... mirasyedi meşreb, gece gündüz zevk u sürûr icad idüb halkı aldadacak şey lâzımdır deyû bayramlarda meydanlarda dolaplar, beşikler, atlıkarıncalar, salıncaklar kurdurub erkeklerle kadınları karışık salıncağa bindiren, salıncağa binub inerken hubbaz yiğidlere kadınları kucaklatdıran, hoş-seda ile şarkılar söylettiren.

Кроме того, к организации недовольства в народе и последующего восстания, скорее всего, были причастны политические оппоненты великого визиря, которым не нравилась его близость к султану.

## Управление восстанием и развитие событий

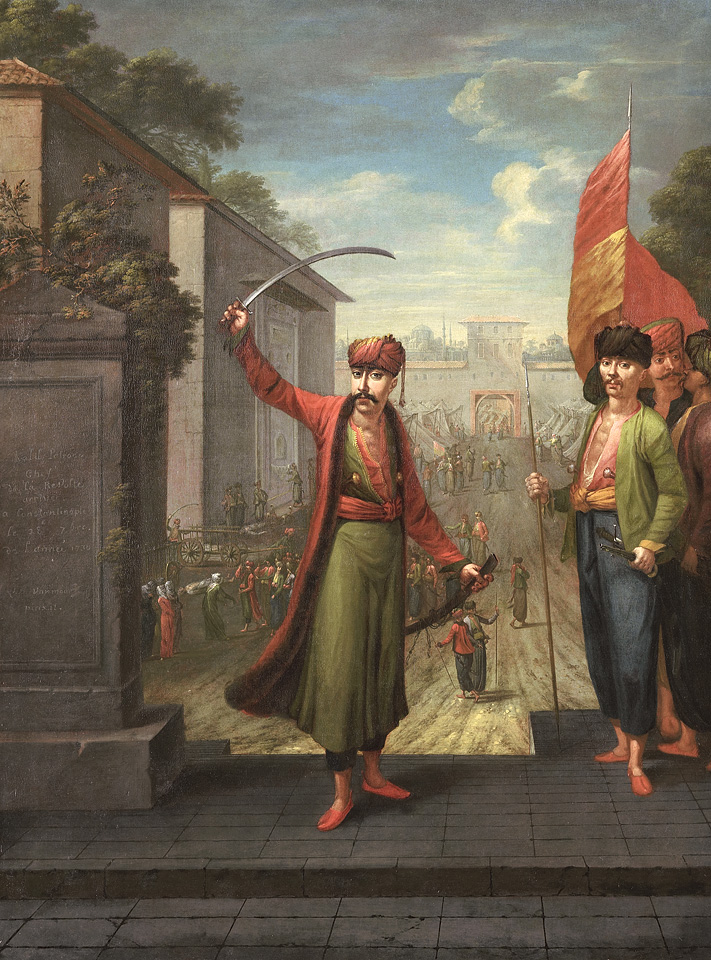
Портрет Патрона Халила кисти Жана-Батиста ван Мура. 28 февраля 1730.

Восстание возглавил бывший моряк и янычар албанец Хорпештели Халил, получивший прозвище Патрона в честь капитана корабля, на котором Халил служил. После восстания янычар в Нише и Видине Халил перебрался в Стамбул, где занялся мелкой торговлей и ремеслом, а также работал банщиком в хаммаме. Кроме того, Халил был частым гостем мейхане (питейное заведение) в Галате, где в то время собирались сторонники революции. Патрон Халил в конце лета 1730 года собрал революционеров в Стамбуле и на 25 сентября назначил первую встречу сторонников революции для планирования дальнейших действий. Эту группу революционеров возглавил сам Халил; в группу входил как простой народ, так и учёные. 28 сентября толпа несогласных прошла по городу под знамёнами шариата, провозглашая свои требования. В мечети Баезид было официально объявлено о восстании. Торговцы закрыли свои лавки и буквально исчезли с базаров. Число недовольных политикой султана неуклонно росло и толпа хлынула в Ускюдар. События принимали катастрофический масштаб и в дело вмешался ага янычар Хасан-паша. Но вопреки долгу янычары присоединились к восставшим.
Султан и великий визирь в это время находились в Ускюдаре. Им также была передана информация о восстании. Из дворца Топкапы на срочный советы в Ускюдар прибыли крупные сановники и улемы. 29 сентября восставшие полностью взяли под контроль город. Халил приказал разграбить Стамбул и под страхом смерти привлекать на свою сторону людей. Всех несогласных убивали. Среди них оказался знаменитый поэт Ахмед Недим, которому покровительствовал сам великий визирь. Атмосфера запугивания и террора была создана Патроном для предотвращения возникновения оппозиции. «Истерия шариата» заставляла мирных людей выходить на улицы и присоединяться к толпе и даже освобождать заключённых. Вся чернь Стамбула шла за Халилом.
Султан Ахмед принял решение отправить к восставшим посланца и узнать, чего они хотят. Патрон Халил пожелал казни великого визиря Ибрагима Невшехирли и ещё 37 чиновников. Сей факт явно не устраивал султана. На переговоры с Халилом был отправлен новый каптан-ы дерья Абди-паша,но и эти переговоры не дали результатов.

## Казнь великого визиря
30 сентября на совете в Топкапы Зюлали Хасан Эфенди предложил казнить великого визиря во избежание ещё больших проблем. К вечеру уже готова была фетва на казнь Ибрагима Невшехирли и двух зятьёв султана, Мехмеда-паши и Мустафы-паши. Утром 1 октября тела казнённых были переданы восставшим, как доказательство исполнения их воли. Тела были провезены по всему Стамбулу.
Но у повстанцев возникли сомнения в том, что тело великого визиря принадлежало ему. Они двинулись на дворец и окружили его. Султан был вынужден спасаться бегством.

## Смена султанов
В первые недели своего правления Махмуд I позаботился о выполнении требований лидеров повстанцев. Патрона Халиль и его последователи сами довольствовались лишь большими суммами наличных и не желали никакой государственной службы, однако они привели своих людей на высочайшие посты государства, в частности на посты шейх-уль-ислама, казаскера, аги янычар и великого визиря. Кроме того, были отменены некоторые налоги, введённые во время правления казнённого Невшехирли Дамад Ибрагима-паши. Просьба повстанцев снести особняки в Кягытхане и Садабаде, которые были местами развлечений в Эпоху тюльпанов, также была удовлетворена Махмудом I. Таким образом, государство почти перешло под опеку Патрона Халиля и управлялось из комнаты в Этмейданы, где располагалась сорок девятая община янычар. Ограничена во власти в гареме оказалась и мать Махмуда I валиде Салиха Себкати-султан, в соответствии с традицией вызванная из Старого дворца; её действия пристально контролировал второй сын Халиля, не позволявший валиде принимать решения самостоятельно. 
По этим причинам султан сначала хотел избавиться от Патрона Халиля и его последователей. Через своих доверенных людей Махмуду I удалось привлечь на свою сторону высокопоставленных военных, сломить влияние Патрона Халиля, а затем полностью взяв контроль над ситуацией, пригласить его на собрание, проводимое во дворце, и устранить его. Тем временем были приняты меры против возможного восстания нескольких тысяч албанцев, выступавших за Патрона Халиля. Спустя несколько месяцев восстание всё же произошло: янычары и джебеджи пошли на дворец, однако, благодаря поддержке жителей города, восстание провалилось. Янычары, а также причастные к этому событию боснийцы и албанцы были изгнаны из Стамбула. Другая попытка восстания была сорвана 2 сентября 1731 года.

## В культуре
- Турецкий телесериал 2012 года «Однажды в Османской империи: Смута[тур.]»[9] и его продолжение 2013 года «Где-то в Османской империи[тур.]».